# Nino Katamadze
Nino Katamadze, gruz. ნინო ქათამაძე (ur. 21 sierpnia 1972 w Kobuleti) – wokalistka jazzowa pochodząca z Gruzji.

## Życiorys
Występowała już od 4. roku życia. Od 1990 studiowała wokalistykę na Uniwersytecie w Batumi, od 2000 współpracuje z zespołem Insight, którego liderem jest Gocza Kaczeiszwili.
W swoim śpiewie łączy improwizacje jazzowe, gruzińską tradycję muzyczną oraz elementy rocka psychodelicznego.

## Skład zespołu Insight
- Nino Katamadze – śpiew
- Gocza Kaczeszwili – gitara
- Ucza Gugunawa – gitara basowa
- Dawit Abuladze – perkusja

## Dyskografia

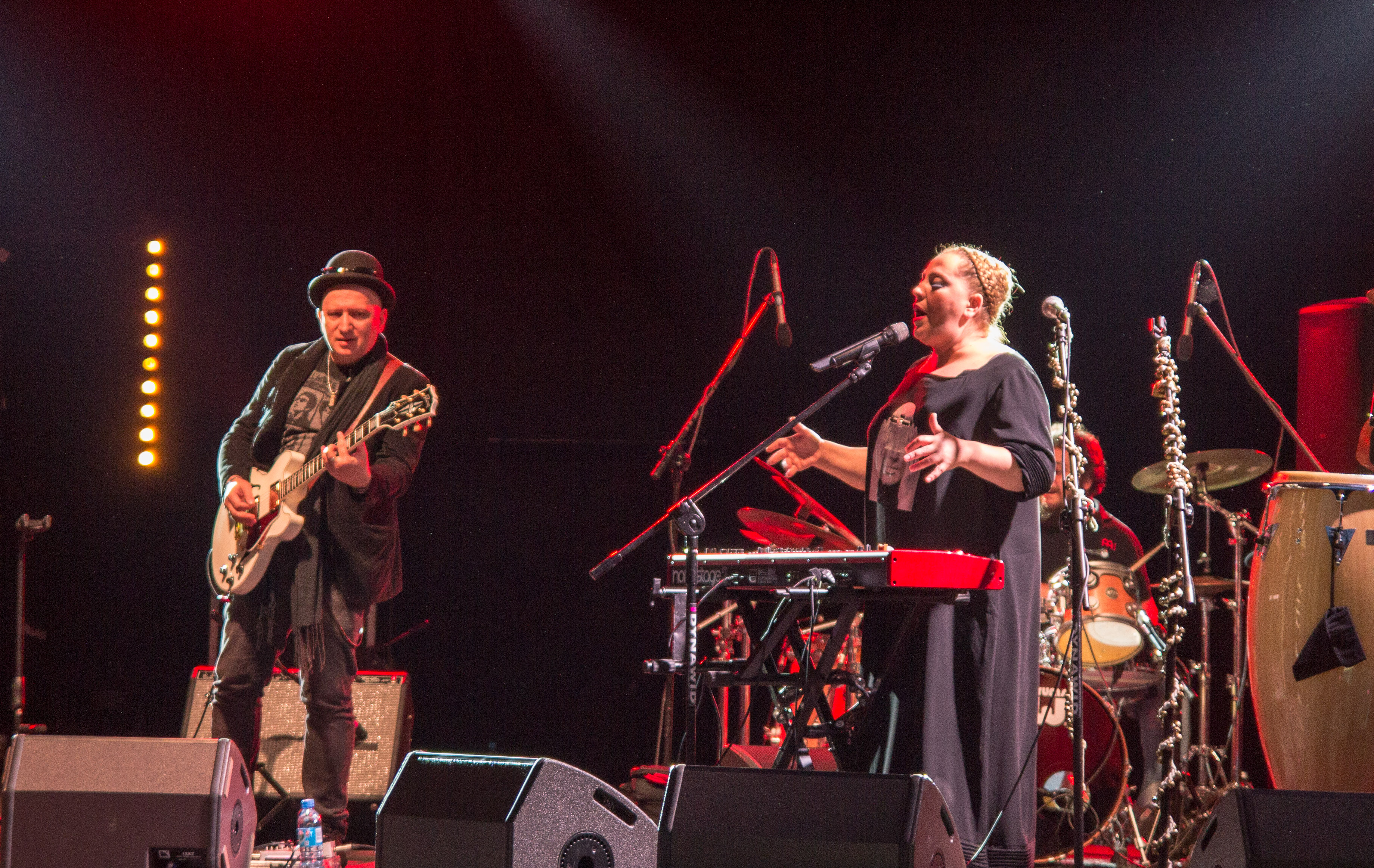
Gocza Kaczeszwili i Nino Katamadze podczas Ino-Rock Festival w 2014

- Black (2006)
- White(2006)
- Blue (2008)
- Red (2010)
- Green (2011)
- Red. Line (DVD; 2011)

## Odznaczenia
- Prezydencki Order Doskonałości (2011)[3]
- Order Księżnej Olgi III klasy (Ukraina, 2023)[4]